# Effetto camino

Nel disegno viene illustrato come la differenza di pressione tra base e cima di una ciminiera causi il fenomeno di aspirazione che prende il nome di "effetto camino".

L'effetto camino è un fenomeno fisico di convogliamento di gas verso l'esterno di una struttura o di un'apparecchiatura che si basa sulla dilatazione dei gas prodotta dal loro riscaldamento e dal conseguente stabilirsi di una differenza di densità e di pressione tra il punto più basso (in cui viene riscaldato il gas) e il punto più alto (in cui il gas fuoriesce all'esterno).
Grazie ad esso è possibile smaltire verso l'esterno, attraverso la canna fumaria, i residui della combustione prodotti da un camino o anche da una ciminiera. In ambito edilizio si parla di "ventilazione naturale" in quanto prodotta da semplice convezione naturale, cioè non prodotta da macchine rotanti (ad esempio ventilatori o compressori), come avviene invece nel caso della convezione forzata.

## Funzionamento
L'effetto camino viene realizzato facendo in modo che un compartimento ad elevata temperatura comunichi con un ambiente a temperatura più bassa, posto ad un'altezza maggiore. Il gas o miscela gassosa (ad esempio aria) all'interno del condotto verticale si trova dunque in una condizione di elevata temperatura nella parte più bassa del condotto e a temperatura minore nella parte alta.
Si supponga che inizialmente il gas si trovi alla stessa temperatura e che a partire da un certo istante iniziale nella parte più bassa del condotto la temperatura viene aumentata (ad esempio accendendo un focolare).
Per la legge dei gas ideali, la densità di un gas diminuisce all'aumentare della temperatura, per cui il gas che si trova nella parte bassa del condotto tende a spostarsi verso l'alto a causa della forza di galleggiamento. A causa di tale spostamento, il gas caldo esce dalla parte alta del condotto e viene rimpiazzato da gas fresco che entra dall'apertura nella parte bassa del condotto; tale gas fresco si riscalda dopo essere entrato nel condotto e in questo modo il moto convettivo del gas continua finché la sorgente di calore non cessa la sua azione (ad esempio finché non si esaurisce il combustibile).
La riduzione della densità del gas che si riscalda nella parte bassa del condotto è associata inoltre ad un aumento di pressione del gas; infatti nella parte bassa del camino il gas tende a espandersi poiché si trova ad elevata temperatura, ma il gas che si trova nella parte alta del condotto, trovandosi ad una temperatura più bassa, non è soggetto a tale variazione di densità, per cui ostacola l'espansione del gas che si trova più un basso, che per tale motivo innalza la propria pressione quanto basta per vincere la resistenza fornita dal gas presente nella parte alta. Tale variazione di pressione agli estremi del condotto può essere ricavata dalla seguente formula:
{\displaystyle \Delta P=\;C\,a\;h\;{\bigg (}{\frac {1}{T_{ext}}}-{\frac {1}{T_{int}}}{\bigg )}}
dove:
- ΔP è la variazione di pressione, misurata in pascal
- C è una costante pari a 0,0342
- a è il valore della pressione atmosferica, misurata in pascal
- h è l'altezza del condotto verticale, misurata in metri
- Text è la temperatura assoluta all'esterno del condotto, misurata in kelvin
- Tint è la temperatura assoluta all'interno del condotto, misurata in kelvin.

## Applicazioni
L'effetto camino viene applicato sia in ambito domestico sia in ambito industriale. È infatti alla base del funzionamento del comune caminetto e delle ciminiere industriali.
L'applicazione dell'effetto camino in ambito residenziale può essere sfruttato anche grazie ad un'apposita disposizione degli elementi architettonici (tra cui infissi, pareti, aperture nei solai e sfiati a soffitto) ed apporta notevoli vantaggi in termini di abbassamento dei consumi energetici associati ai sistemi di raffreddamento. Per sfruttare al meglio tale effetto è anche necessario conoscere la direzione percorsa dai venti attorno all'edificio.

## Rischi
Il rapido innalzamento delle correnti gassose associato all'effetto camino potrebbe aggravare il rischio di incendio di un edificio, in quanto potrebbe spostare le fiamme lungo l'edificio nel caso in cui non sia stata svolta un'opportuna compartimentazione. Tale comportamento delle fiamme è stato ipotizzato per l'incendio della Grenfell Tower di Londra, che tra l'altro non rispettava le moderne norme di sicurezza antincendio.